# Руппертсхофен (Вюртемберг)
Руппертсхофен (нем. Ruppertshofen) — община в Германии, в земле Баден-Вюртемберг.
Подчиняется административному округу Штутгарт. Входит в состав района Восточный Альб. Население составляет 1833 человека (на 31 декабря 2010 года). Занимает площадь 14,22 км².